# Московский дворец молодёжи
Московский дворец молодёжи (МДМ) — развлекательный комплекс в Москве, расположен в районе Хамовники над станцией метро «Фрунзенская». Здание было построено в 1982—1988 годах по проекту архитекторов Якова Белопольского, М. Е. Беленя, Михаила Посохина, Владимира Хавина.

## История

### Строительство дворца

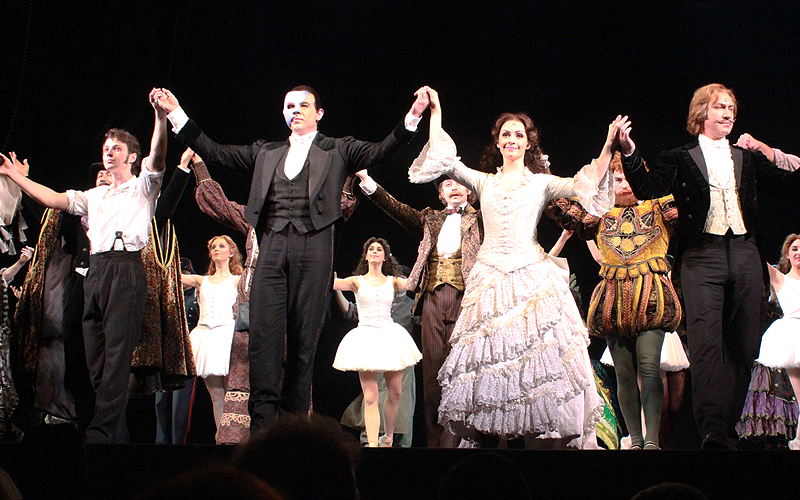
Артисты мюзикла «Призрак Оперы», 2015 год

В 1972 году архитектор Яков Белопольский совместно с коллегами Ф. М. Гажиевским, Юрием Абрамовичем Дыховичным и Романом Григорьевичем Кананиным представили на конкурс проект Дворца молодёжи в Москве. Однако первоначальный вид постройки в процессе утверждения был изменён: вместо треугольного здания, увенчанного летящей статуей, появилось трапециевидное, окружённое лестницами. Строительство начали в 1982 году под руководством архитекторов Белопольского, Беленя, Посохина и Хавина, возведение закончили в 1988-м.

### Современность
В 1989 году во Дворце молодёжи проходил Первый Московский Международный фестиваль кино- и телефильмов для детей и юношества, организованный по инициативе кинорежиссёра Ролана Быкова. В рамках фестиваля было показано 150 фильмов из 42 стран.
До 2002 года в большом зале дворца проходили игры Высшей лиги КВН, затем его стали использовать как площадку для мюзиклов. 
В сезоне 2003/2004 демонстрировался мюзикл «12 стульев» по одноимённому роману Ильи Ильфа и Евгения Петрова  продюсерской компании «Русский мюзикл».
С 2005 по 2018 годы на большой сцене МДМ показывали мюзиклы компании «Стейдж Энтертейнмент»: «Кошки» (2005—2006), «MAMMA MIA!!» (2006—2008, 2012—2013), «Красавица и чудовище» (2008—2010), «Zorro» (2010—2011), «Звуки музыки» (2011—2012), «Чикаго» (2013—2014), «Призрак Оперы» (2014—2016), «Бал вампиров» (2016—2017), «Привидение» (2017—2018).
В 2014 году к премьере «Призрака Оперы» во дворце переоборудовали большой зал: увеличили его вместимость до 1 800 человек, улучшили акустику, углубили сцены, установили новую световую и звуковую аппаратуру, заменили штанкетные подъёмы. Для посетителей был вновь открыт мраморный портал центрального входа в зрительный зал, который 20 лет находился за малой сценой. В фойе установили центральную люстру и новые барные зоны. Реконструкцией занималась компания «Стейдж Энтертейнмент».
В 2017 году Градостроительной земельной комиссией Москвы была одобрена реконструкция дворца, в ходе которой запланировано остекление фасада для увеличения площади здания с 46 до 52,2 тысячи м². 
С 2018 года на большом зале и в фойе МДМ проходят мюзиклы и спектакли, созданные театральной компанией «Бродвей Москва» и продюсерской компанией «Фэнси Шоу»: «Очень смешная комедия о том, как ШОУ ПОШЛО НЕ ТАК» (2018—2019), «Комедия о том, КАК БАНК ГРАБИЛИ» (2019—2020), «Первое свидание» (2019—2020), «Шахматы» (2020—2021), «День влюблённых» (2020—2021), «Ничего не бойся, я с тобой» (2022-2024), МАММА МИМО! или Мюзикл пошел не так (с 2023 г.), Элементарно, Хадсон! Дело о собаке Б. (с 2024 г.), Последняя сказка (с 2024 г.).
В феврале 2020 года Москомархитектура согласовала проект реконструкции Московского дворца молодежи. Работы планировали завершить до конца 2022 года. На август 2023 года реконструкция не началась.

## Архитектура и интерьеры

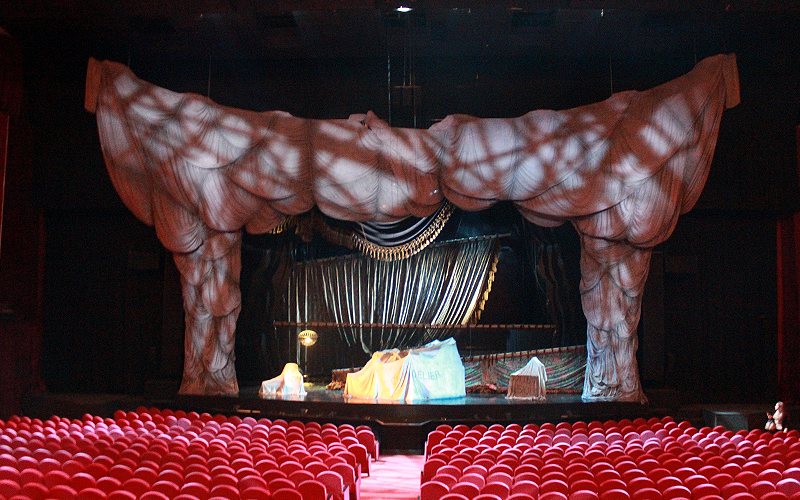
Сцена большого зала: декорации мюзикла «Призрак Оперы», 2015 год

Дворец молодёжи выполнен в стиле монументального модернизма. Здание в форме трапеции установлено на возвышении и облицовано белым камнем. По задумке архитекторов в здании не выделен главный вход, вместо него посетителей встречает колоннада, поддерживающая крышу. Верхняя часть фасада украшена декоративным фризом. В северной части здания расположен вход в вестибюль станции метро «Фрунзенская», построенный задолго до появления на этом месте дворца. В 1984 году при строительстве МДМ одну часть вестибюля встроили в здание дворца, а другую демонтировали. Вход в метро оформили строгим портиком с квадратными колоннами.
Интерьеры дворца выполнены с открытыми лестницам и балконами. Большой концертный зал рассчитан на 1800 мест. В нём проводят мюзиклы, конференции, концерты и спектакли. Паркетный зал площадью 1200 м² вмещает до двух тысяч человек. Он сдаётся в аренду для корпоративных мероприятий, выставок, банкетов. В МДМ также расположены Малый зал, бильярд, боулинг, рестораны и магазины. Третий этаж занимает кинотеатр «Кронверк Синема. МДМ» c четырьмя залами, один из которых выполнен в виде амфитеатра.